# Красногвардейское (озеро)
Красногвардейское (устар. Халолан-ярви) — озеро на Карельском перешейке в Выборгском районе Ленинградской области.
Площадь поверхности — 10,6 км². Площадь водосборного бассейна — 77,4 км². Высота над уровнем моря — 29,4 м.
Озеро расположено в 4 км на юго-запад от посёлка Поляны.
Из северо-западной оконечности озера вытекает река Красавка, впадающая в Краснофлотское озеро. Из Краснофлотского вытекает река Лунка, впадающая в озеро Зеленохолмское, из которого вытекает река Полянка, впадающая в Полянское озеро. Из Полянского вытекает река Петлянка, впадающая в озеро Красавица, из которого вытекает река Камышовка, приток реки Гороховки, впадающей, в свою очередь, в Выборгский залив.
В юго-восточную оконечность озера впадает короткая протока, вытекающая из озера Подгорного.